# Krzeczyn Mały
Krzeczyn Mały (pol. hist. Krajewo, niem. Klein Krichen wcześniej Polnisch Krichen) – wieś w Polsce położona w województwie dolnośląskim, w powiecie lubińskim, w gminie Lubin. Niedaleko wsi znajdują się źródła Zimnicy.

## Podział administracyjny
W latach 1975–1998 miejscowość administracyjnie należała do województwa legnickiego.

## Po II wojnie światowej
W 1945 wieś została włączona do Polski. Jej dotychczasowych mieszkańców zastąpili polscy osadnicy.

## Zabytki
Do wojewódzkiego rejestru zabytków wpisane są:
- zespół pałacowy, z XVIII-XIX wieku
  - pałac barokowy, dwukondygnacyjny z 1720 roku; przy pałacu spichlerz, obora i gołębnik z XIX wieku; na przestrzeni wieków miejscowość jak i pałac stanowiła własność wielu rodów: de Sar, von Schweinitz, von Niskisch-Rosenegk, von Harrach, von Ernst, von Manfred, de Nicolay
  - park
  - aleja lipowa